# یواخیم کارش
یواخیم کارش (آلمانی: Joachim Karsch; ۲۰ ژوئن ۱۸۹۷ – ۱۱ فوریهٔ ۱۹۴۵) نقاش اهل آلمان بود.
از افتخارات وی میتوان به کسب مدال برنز نقاشی چاپی در بخش مسابقات هنری بازی‌های المپیک تابستانی ۱۹۳۲ اشاره کرد.